# Церковь Спаса Нерукотворного Образа (Аксиньино)
Церковь Спаса Нерукотворного Образа (Спасская церковь) — недействующий православный храм в селе Аксиньино Венёвского района Тульской области, построенный в 1790—1863 годах. Храмовый комплекс, состоящий из церкви и двухъярусной колокольни, выдержан в формах русского классицизма. На куполе храма сохранилась скульптура коленопреклоненного ангела с крестом.

## История
О приходе в этих местах упоминается в писцовых книгах конца XVI столетия, но время начального его возникновения и происхождение названия неизвестны. Нет сведений и о храмах, которые существовали здесь ранее. Село же Аксиньино впервые упоминается в писцовой книге Растовецкого стана Тульского уезда 1626 года, а в нём — церковь Архистратига Михаила.
В конце восьмидесятых годов XVIII века хозяйкой Аксиньино была вдова капитана Владимира Семеновича Давыдова, Прасковья Алексеевна, урождённая Кондырева.
Существующий каменный храм во имя Нерукотворного Образа Спасителя с приделом во имя Архангела Михаила начал возводиться в 1790 году на средства прихожанки — помещицы Параскевы (Прасковьи) Алексеевны Давыдовой. Сначала был устроен придел, а построение главного храма продолжалось долгие годы. Сперва дело помещицы продолжил её наследник — Алексей Владимирович Давыдов, а окончательно завершил строительство храма в 1863 году уже новый владелец имения — подполковник Павел Иванович Кремешной.

## Архитектура и убранство храма
После завершения многолетнего строительства храма сложился церковный ансамбль усадьбы: поставленные рядом две въездные башенки-пирамиды, выносная колокольня с арочным проездом и каменной винтовой лестницей на звонницу и семейный мавзолей-усыпальница Давыдовых, построенный в 1810-х годах и состоящий из полуподземного склепа-подиума с поставленной над ним легкой и грациозной беседкой со сферическим куполом, опирающимся на колонки. Посередине мавзолея был вытесан из камня сломленный бурей дуб, что очень характерно для эпохи романтизма.
На куполе храма стоит коленопреклонённая каменная статуя Михаила Архангела с крестом в руке, которая, как считают некоторые исследователи, перекликается со скульптурой, установленной на Александровской колонне в Санкт-Петербурге
Известный архитектор, краевед, писатель Владимир Уклеин, заставший эту церковь ещё «живой и здравствующей», описал её так:

«Ворота ведут к храму. После полумрака, царящего под сводами проезда, церковь кажется ослепительно белой. Построенная в 1790—1863 годах, она выдержана в строгих формах русского классицизма: высокий центральный объём украшен по обеим боковым сторонам колонными портиками и увенчан спокойным полусферическим куполом. Очень своеобразно завершение храма: в замке свода установлена фигура ангела. Трогательная наивность скульптуры недвусмысленно выдаёт руку местного, вероятно, крепостного ваятеля. Незабываемо прекрасен интерьер храма. Спокойный полусферический свод покоится на строгих коринфских колоннах, расположенных по кругу. До чего же красив и ладен этот хоровод колонн!»— 
В 1895 году состав прихода входят следующие деревни: Милохово, Веино, Подлинки, Софьино, Пирогово, Тетеево и Невежино. К 1917 году к составу прежнего прихода прибавилась деревня Приваловка.

## Современное состояние
Усадебный дом Давыдовых в Аксиньино, простояв до 1900 года, не сохранился. Но другие постройки того времени, включая уникальный храмовой комплекс, остались. Сохранился основной объём храма, алтарь и двухъярусная колокольня с проездной аркой. Сохранилась винтовая лестница, по которой можно подняться на второй этаж колокольни. Внутри сохранились колонны в основном объёме и в алтаре, а также дверные коробки, кованые двери и решетки. Отсутствуют трапезная и купол на колокольне.
В советское время службы в храме проходили только по большим праздникам, а после смерти священника в 50-х годах XX века прекратились вовсе. Затем до 1980-х годов церковь использовалась под колхозный склад.
Под воздействием времени и безразличия к этому месту храмовый комплекс оказался в плачевном состоянии. Скульптура архангела тоже заметно обветшала и частично разрушилась. С 2016 по 2020 годы фонд «Белый Ирис» провел на территории усадьбы около пятнадцати добровольческих субботников, очищая ее от зарослей и мусора. Был разработан проект консервации храма. Проведение консервационных работ в 2021 году стало возможно благодаря ранее собранным пожертвованиям и средствам Фонда президентских грантов.
- Алтарь (нач. XX века)
- Интерьер церкви  (нач. XX века)
- Современный вид алтаря
- Колокольня
- Фигура ангела на куполе храма